# Tolpiodes micropis
Tolpiodes micropis là một loài bướm đêm trong họ Noctuidae.